# Чулки-Соколово
Чулки-Соколово — село в городском округе Зарайск Московской области России. Село связано автобусным сообщением с окружным центром и соседними населёнными пунктами.

## Население
| 2002 | 2006  | 2010  |
| ---- | ----- | ----- |
| 1284 | ↗1302 | ↘1235 |

## География
Чулки-Соколово расположено в 3 км на юго-запад от Зарайска, на левом берегу реки Осётр, высота центра села над уровнем моря — 141 м.

## История
Совхоз Чулки-Соколово, с центральной усадьбой в селе Чулки, был основан в 1918 году, в 1950-х годах в совхоз была включена деревня Соколова и совхоз и село обрели современное название. В селе действуют почтовое отделение, Дом культуры, библиотека, средняя школа, детский сад, магазины.
В селе расположен военный мемориал, где увековечены имена 160-ти погибших в годы войны местных жителей из числа 400-х ушедших отсюда на фронт.
До 29 ноября 2006 года было центром Струпненского сельского округа, 2006—2017 гг. — центр муниципального образования сельское поселение Струпненское.

## Выдающиеся личности
В селе родился Герой Российской Федерации Трундаев Евгений Валентинович.